# متحف بلدان الكتاب
متحف بلدان الكتاب (بالعبرية מוזיאון ארצות המקרא ירושלים ، بالإنكليزية Bible Lands Museum) متحف في أورشليم (القدس) متخصص بثقافات وتراث مختلف الشعوب المذكورة في الكتاب المقدس من مصريين قدماء، كنعانيين، فلستيين، آراميين، حثيين، عيلاميين، فينيقيين وفرس.
تأسس المتحف عام 1992 يقع المتحف في منطقة تعرف بـ Museum Row التي تضم مجموعة كبيرة من المتاحف العامة والمتخصصة في إسرائيل في غيفات رام (Givat Ram) المعروفة بالعربية بـ تلة الشيخ بدر.

## وصلات خارجية
- الموقع الرسمي